# Steve West
Steve West (Charlottesville, 8 dicembre 1966) è un musicista statunitense, giunto al successo, negli anni novanta ,come batterista della band indie rock Pavement ed attualmente componente dei Marble Valley.

## Biografia
Nato a Charlottesville, West frequenta poi la Trinity High School di Richmond e, a metà degli anni ottanta, assieme a John Smith (voce), Hanby Carter (basso) e Rob Williams (chitarra) forma gli Stalingrad, con cui si esibisce nei piccoli locali della zona. Nel 1987 gli Stalingrad, che nel frattempo hanno cambiato il loro nome in Contoocook Line e pubblicato un album intitolato Oliver's Garden (su Rughead Records), si trasferiscono a New York per poi sciogliersi nel 1991.
A New York, West, durante un suo periodo lavorativo presso il Whitney Museum of American Art, fa la conoscenza con Stephen Malkmus, allora cantante e chitarrista dei Pavement che, quando decide di rimpiazzare l'eccentrico e ingestibile batterista Gary Young, nel 1993 lo arruola nella band facendolo debuttare al festival dell'etichetta Drag City organizzato a Chicago. Assieme ai Pavement pubblicherà quattro album in studio, nove EP e undici singoli, prima dello scioglimento della band, avvenuta nel 1999.
Dopo la separazione dei Pavement, West ha dato vita alla band Marble Valley, con cui ha pubblicato cinque album, l'ultimo dei quali, intitolato Breakthrough,è uscito nel 2011.

## Discografia

### Album con i Contoocook Line
- 1987 - Oliver's Garden

### Album con i Pavement
- 1994 - Crooked Rain, Crooked Rain
- 1995 - Wowee Zowee
- 1996 - Brighten the Corners
- 1998 - Terror Twilight

### Album con i Marble Valley
- 1997 - Sauckiehall Street
- 2000 - Sunset Sprinkler
- 2006 - Wild Yams
- 2008 - Slash & Laugh
- 2011 - Breakthrough